# Linia kolejowa Staßfurt – Blumenberg
Linia kolejowa Staßfurt – Blumenberg – jednotorowa, lokalna i niezelektryfikowana linia kolejowa biegnąca przez teren kraju związkowego Saksonia-Anhalt, w Niemczech. Łączy Staßfurt z miejscowością Blumenberg.